# Magnolia salicifolia
Magnolia salicifolia este o specie de plante din genul Magnolia, familia Magnoliaceae. A fost descrisă pentru prima dată de Philipp Franz von Siebold și Joseph Gerhard Zuccarini, și a primit numele actual de la Carl Maximowicz. Conform Catalogue of Life specia Magnolia salicifolia nu are subspecii cunoscute.